# Iàkiv Punkin
Iàkiv Punkin   (Zaporíjia, 8 de desembre de 1921 - Zaporíjia, 12 d'octubre de 1994) va ser un lluitador ucraïnès, que va competir sota bandera de la Unió Soviètica entre les dècades de 1930 i 1950. Combinà la lluita grecoromana i la lluita lliure.
Punkin era jueu i s'inicià en la lluita el 1938, mentre treballava en una fàbrica com a torner. La Segona Guerra Mundial va suposar una aturada en la seva carrera esportiva. El 1941 va ser mobilitzat per l'exèrcit soviètic, però va ser capturat pels alemanys i passà bona part de la guerra en diferents camps de presoners. Durant el captiveri es va fer passar per un musulmà osset, amagant el seu origen jueu. No va ser alliberat fins al 1945 i llavors passà tres anys més a l'exèrcit. A l'exèrcit tornà a practicar la lluita i el 1947 guanyà els campionats de l'exèrcit soviètic. El 1952 va prendre part en els Jocs Olímpics d'Estiu de Hèlsinki, on guanyà la medalla d'or en la categoria del pes ploma del programa de lluita. A nivell nacional guanyà cinc campionats soviètics, 1949, 1950, 1951, 1954 i 1955.
Una vegada retirat passà a exercir d'entrenador de lluita a Zaporíjia. En record seu es disputa un torneig internacional de lluita a la seva ciutat cada any. El 2018 va ser inclòs a l'International Jewish Sports Hall of Fame.